# 拉姆巴赫河
51°28′26″N 7°48′44″E / 51.47397°N 7.81228°E

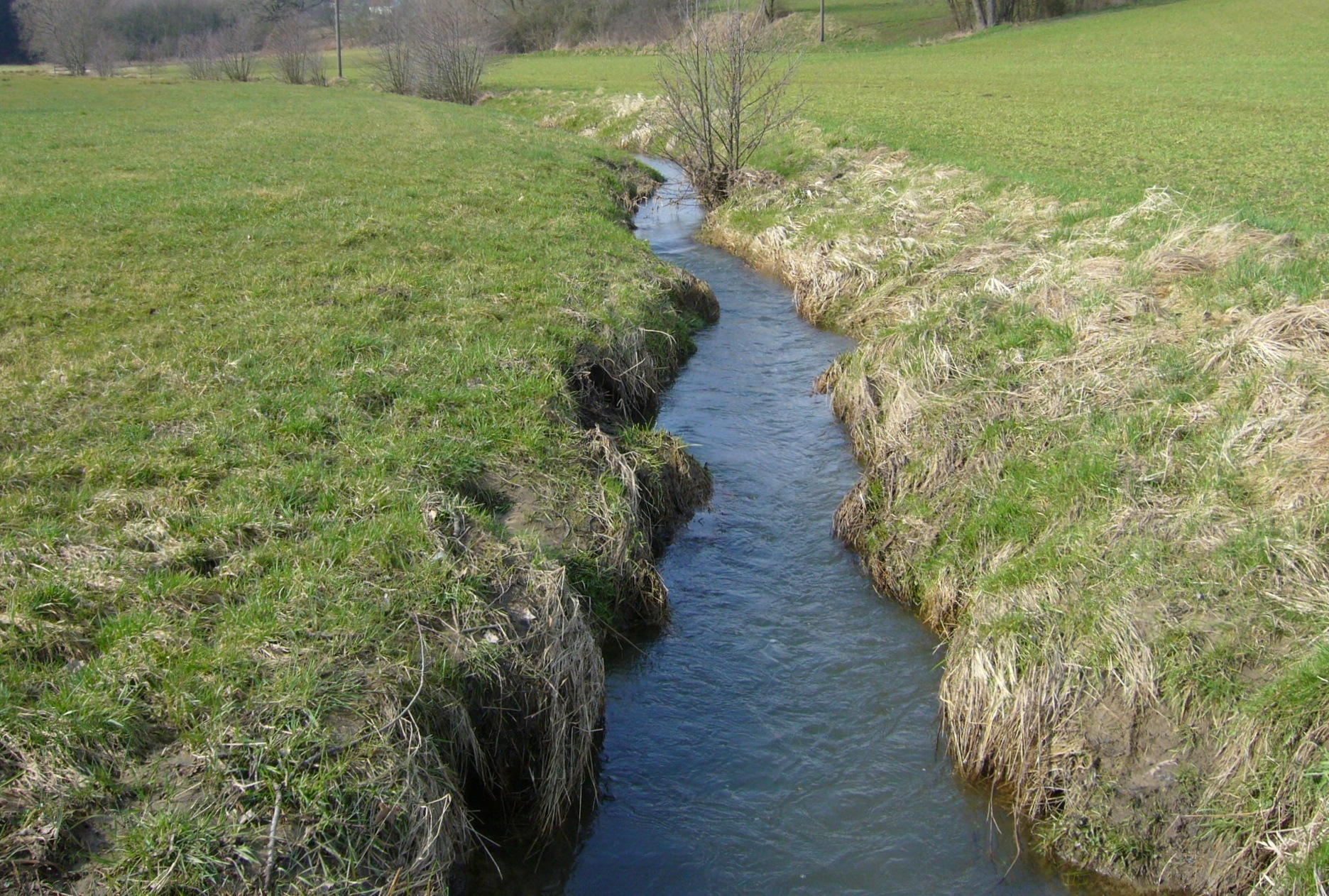

拉姆巴赫河（德語：Rammbach），是德國的河流，位於該國西部，處於北萊茵-威斯特法倫州，屬於魯爾河的右支流，河道全長7公里，流域面積18平方公里。